# Голубчик (пароход)
«Голубчик» — пароход, находившийся в составе военно-морского флота Российской империи и военно-морского флота Болгарии.

## Описание парохода
Судно представляло собой вооружённый пароход с четырьмя малокалиберными артиллерийскими орудиями.
Ёмкость угольного бункера составляла 5 тонн угля, что обеспечивало запас хода в 810 морских миль.

## История службы
Пароход был построен по заказу РОПиТ на судостроительной верфи «C. Mitchell & Сo» в Ньюкасле, в 1877 году он был мобилизован в состав Черноморского флота и вооружён. Принимал участие в русско-турецкой войне.
1 августа 1879 года Российская империя передала Болгарии штаб и плавсредства русской Дунайской флотилии. В результате, 12 августа 1879 года в городе Рущук была создана болгарская Дунайская военная флотилия.
24 мая 1880 года ранее находившаяся в составе флотилии парусно-винтовая шхуна «Келасуры» была возвращена Российской империи, однако по ходатайству командира болгарской Дунайской флотилии и Морской части (которым в это время являлся русский капитан-лейтенант А. Е. Конкеевич) в качестве замены Болгарии передали пароход «Голубчик».
3 июня 1880 года пароход был включён в состав болгарской Дунайской флотилии и стал её флагманом. Также использовался как транспортное судно.
В ходе сербско-болгарской войны 1885 года корабль выполнил 45 рейсов до Видина и других портов в северо-западной Болгарии, доставляя оружие, боеприпасы и иную помощь. Так, 22-23 октября 1885 года «Голубчик» перевёз от Русе до города Лом две запасные роты из Варны и шесть 4-фунтовых орудий.
С декабря 1886 до февраля 1887 года находился в составе торгового флота и перевозил пассажиров между Видином и Силистрой.
В соответствии с приказом военного ведомства № 199 от 10 мая 1887 года был переименован в «Крум».
В 1889 году был отремонтирован в Австро-Венгрии (на паровой машине заменили паровой котёл).
2 июля 1913 года, во время второй Балканской войны был затоплен экипажем в устье реки Русенски Лом, чтобы не допустить захвата румынскими войсками. После войны, в конце 1913 года был поднят и доставлен в порт Русе для ремонта, однако уже в 1914 году был исключён из состава флота по техническому состоянию (так как было установлено, что машины и механизмы корабля изношены).

## Командиры
В 1884 и 1885 годах командиром парохода служил капитан-лейтенант на болгарской службе Баль, Владимир Яковлевич.